# Шеремета Любов
Любов Шеремета (нар. 17 січня 1980) — українська гімнастка. Вона брала участь у літніх Олімпійських іграх 1996 року.

## Дивитися також
- Список українських олімпійських гімнасток